# Vochysia surinamensis
Vochysia surinamensis är en tvåhjärtbladig växtart som beskrevs av Stafleu. Vochysia surinamensis ingår i släktet Vochysia och familjen Vochysiaceae. Utöver nominatformen finns också underarten V. s. infiata.